# 晉厲公
晉厲公（？—前574年），姬姓，名壽曼，《左傳》名州蒲。春秋时代晋国君主。
晉景公之子，景公在生前即因病重而立他为君。
前579年，宋国大夫华元安排晋国大夫士燮与楚国的公子罢、许偃在宋国西门外弭兵。
前578年春，晋国会合齐、宋、卫、鲁、郑、曹、邾、滕的国君，夏天遣吕相（又名魏相）与秦绝交。随后晋厉公亲率晋国中、上、下、新四军联合各国伐秦，败秦军于麻隧（今陕西省泾阳县北），渡泾河，直抵侯丽（今陕西省礼泉县东）而回。麻隧之战后，晋国没有了后顾之忧，势力更加强大，中原诸国实际上都成了晋国的属国。而楚国因为没有及时救援秦国，已陷入被动。
前577年，郑国倚仗有晋国撑腰，派公子喜（子罕）率军攻打楚国的属国许国，为许所败。郑成公不甘失败，亲自率军攻许，许被迫以叔申的封田向郑请和。作为报复，前576年，楚率军伐郑，打到暴隧（今河南省原阳县西），接着又伐卫，打到首止（今河南省睢县东）。郑子罕反袭楚，取新石（今河南省叶县境内）。为此，晋中军将栾书意图对楚国进行报复，但遭韩厥反对。同年，应许灵公请求，楚共王派公子申“迁许于叶”（今河南省叶县南），许国从此附庸于楚，而许国的原有领土都被郑所占。
前575年春，楚共王在武城（今河南省南阳市北）派公子成出使郑国，以汝阴的田地（今河南省郏县、叶县间）向郑国求和，郑国就依附楚国，背叛了晋国。夏天，郑子罕率兵攻打宋国，被败于汋陂（今河南省商丘市、宁陵县之间），但随后又败宋于汋陵（今河南省宁陵县南）。郑宋交战不久，晋国准备兴师讨伐郑国，一方面出动四军，一方面派人前往卫国、齐国、鲁国，准备和这些国家协同作战。郑成公得知后，向楚国求救。楚共王决定出兵救郑，由司马子反、令尹子重、右尹子革统领三军，和蛮军会合，与晋军在郑国的鄢陵交战。
这就是鄢陵之战。晋厉公采纳投奔晋国的斗越椒之子苗贲皇的建议，先攻楚军的左、右军，再攻中军。晋国的魏锜一箭射中楚共王的眼睛，随即被楚国的养由基射死。楚公子筏被俘。随后，苗贲皇故意放跑俘虏，让楚军得知晋军已有准备。楚共王召子反商议对策，子反却因醉酒不能应召，楚王只得撤军。子反后畏罪自杀。
战后不久，晋国在宋国的沙随重新结连诸侯，计划讨伐郑国，随后晋、齐、宋、鲁、邾等国联合伐郑、陈、蔡。郑子罕出兵夜袭，击败宋、齐、卫三国军队。前574年，郑公子騑（子驷）主动出击，攻打晋国的虚、滑（今河南省偃师市），卫国出兵援助晋国。同年夏，楚派公子成、公子寅领兵驻扎在郑国，助郑抵抗晋国。不久，晋厉公会同周、齐、宋、鲁、卫、曹、邾等国军队再次攻郑，楚子重率军救郑，晋联军主动撤退。同年冬，晋再次会同上述各国军队伐郑、围郑，楚公子申率军救郑，各国军队又因畏惧楚军强大而退兵。鄢陵之战因争郑而起，但晋并未征服郑国，战后又多次伐郑，楚国也多次出兵救郑。
前574年十二月，晉厲公指使外嬖胥童數人殺死郤至，胥童乘勢將欒書、荀偃劫持，後被厲公赦還。欒書聯合荀偃趁厲公出遊，誅殺胥童，將厲公囚禁，六天後，將厲公殺死，明年二月迎立晋厉公的堂侄孙周为君，即晋悼公。
在位期間執政為：欒書、韓厥、荀庚、士燮、趙旃、郤犨、郤至、郤錡、知罃、荀偃。